# Тауншип Роллерз
«Тауншип Роллерз» — ботсванский футбольный клуб из Габороне, образованный в 1961 году. Выступает в Премьер-лиге Ботсваны. Клуб был основан в 1961 году под названием «Мигхти Тайгерз», но в 1965 году сменил своё название на «Тауншип Роллерз». Древнейшим принципиальным соперником клуба из пригорода столицы государства является противостояние с «Габороне Юнайтед». Другим принципиальным соперником «Тауншип Роллерз» является «Мочуди Сентр Чифс», именно это противостояние в последние годы затмило Габоронское дерби. Именно матч с «Мочуди Сентр Чифс» в последние годы получил славу самого популярного и самого ожидаемого футбольного события в Ботсване, такому интересу со стороны футбольных болельщиков способствует тот факт, что оба клуба завоевали значительное количество национальных титулов и трофеев. Владельцем клуба является Township Holdings, компания, которую возглавляет мультимиллиардер Джагдиш Шах СА Салеш. Также клуб имеет другого совладельцев, Somerset Gobuiwang, определённую долю в клубе имеют и обычные болельщики команды.
Команда пользуется большой популярностью среди всех жителей страны. Так как большинство фанатов клуба разбросаны по всей территории Ботсваны, следовательно, команду можно считать наиболее поддерживаемым футбольным клубом во всей стране.

## История
В 1961 году по инициативе работников Департамента общественных работ Ботсваны был создан футбольный клуб под названием «Мигхти Тайгерз». В 1965 году команда сменила свое название на современную, «Тауншип Роллерз».
«Тауншип Роллерз» один из самых успешных футбольных клубов Ботсваны. Клуб доминировал в клубном футболе Ботсваны в 80-е гг. XX века, именно в этот период у клуба начинают появляться болельщики по всей стране.
«Тауншип» впервые вылетел в первый дивизион национального чемпионата в 2003 году, после чего «Экстеншн Ганнерс» остался единственным футбольным клубом, который ни разу не вылетал в первый дивизион. Только один сезон понадобился клубу, чтобы вернуться в Премьер-лигу, и это возвращение стало триумфальным. Команда вошла в историю национального футбола, став первым клубом, который выиграл золотой дубль в течение одного сезона. В сезоне 2004-05 годов под руководством тренера Бэнкса Панэнэ команда победила в национальном чемпионате и выиграла национальный кубок.
После феноменального сезона 2004—2005 годов клуб выиграл лишь один трофей, Кубок Кебелано Шерити. Такая ситуация сложилась из-за того, что Тауншип Роллерз продал своих ведущих исполнителей, среди которых Могоги Габонамонг (сейчас капитан клуба «Аякс» (Кейптаун) с НСЛПА Сантос), Мосионе и талантливый вингер Марк, двое последних из которых были проданы в «Платинум Старз». Пхеньйо Монгала в то время приобрел «Орландо Пайретс».
Самым памятным для клуба стал сезон 2009-10 годов. В этом сезоне «мощные Попа» снова оформили «золотой дубль». В национальном чемпионате команда победила, при этом она набрала 78 очков и опередила своего ближайшего преследователя, «Мочуди Сентр Чифс», на 13 очков, после чего в финальном матче кубка одолела этого же соперника.

## Приватизация
В 2012 году известный бизнесмен Джагдиш Шах СА Селеш заключил соглашение с руководством клуба, по его приватизации. Результатом этого соглашения был переход клуба в собственность Township Holdings, большинство акций в котором принадлежит именно Джагдиш Шахе.

## Достижения
- Премьер-лига Ботсваны
  - Чемпион (16): 1979, 1980, 1982, 1983, 1984, 1985, 1987, 1995, 2005, 2010, 2011, 2014, 2016, 2017, 2018, 2019
  - Серебряный призёр (3): 1994, 2016, 2022
  - Бронзовый призёр (4): 1992, 1996, 2012, 2015
- Кубок вызова Футбольной ассоциации Ботсваны
  - Победитель (6): 1979, 1993, 1994, 1996, 2005, 2010
  - Финалист (1): 2003
- Оранж Кебальмо Черити Кап
  - Победитель (4): 2002, 2004, 2006, 2014
- Маском Топ-8 Кап
  - Победитель (1): 2012
  - Финалист (2): 2014, 2015
- {Гилбейс Кап
  - Победитель (3): 1991, 1992, 1994

## Форма, логотип и прозвища клуба
Начиная с 1970 года игроки «Тауншип Роллерз» проводят домашние матчи в желтых футболках и синих шортах, а выездные матчи-в синих футболках и белых шортах. За весь период существования клуба ни разу комплект домашней формы не испытывал кардинальных изменений, следовательно, синий и жёлтый цвета является самым известным символом клуба.
«Тауншип Роллерз» в течение своей истории неоднократно меняли свои прозвища. Наиболее известная из них — «Попа Попа д а иpopa», или сокращенная форма «Попс». Это прозвище в переводе на русский язык означает «тот, кто сделал себя», возможно это связано с тем, что «Роллерз» стали популярными самостоятельно, без огромных финансовых вливаний в прошлом. «Тауншип» имеют и другие прозвища, в том числе «Счастливые люди», «Мапалестина» («Палестинцы»), последняя из выше указанных прозвищ связано с тем, что в свое время в клубной структуре работало много выходцев с Ближнего Востока. Несколько позже клуб стали называть «Голубые» или «Зе Нала ца МмаМасире». Последнее из выше указанных прозвищ связано с тем, что клуб базируется в районе под названием МмаМасире в западной части Габороне.
Логотип попса несколько раз в течение историй клуба испытывал определённые изменения. Эмблема клуба состоит из футбольной бутсы, футбольного мяча и двух валиков, которые лежат на полу спортивного зала. В нижней части логотипа находится девиз клуба «Pops Pops ea Ipopa». Девиз клуба-самый элемент логотипа, был добавлен только в 2010 году в честь 50-летия со дня основания клуба. Цвета эмблемы клуба совпадают с традиционными цветами формы клуба-жёлтый и синий.

## Болельщики
Наряду с другими соперниками, «Мочуди Сентр Чифс», «Экстеншн Ганнерз» и соседями с «Габороне Юнайтед», Попа пользуются широкой популярностью и поддержкой по всей стране. Фанатская группировка, которая поддерживает «Тауншип Роллерз», известное под названием «Счастливые люди». Они являются одними из самых громких и самых преданных в лиге. Фанаты попсы также продемонстрировали свою преданность любимой команде в трудное для клуба время, в сезоне 2007-08 годов, когда команда вылетела в первый дивизион. Почти в каждом матче, когда играл «Тауншип Роллерз», стадион был максимально заполнен, независимо от того, где проходил матч. Знаменитые синие и желтые цвета «Тауншип Роллерз» можно очень часто встретить на улицах Габороне.

## Стадионы
В первые годы своего существования «Попас» играли свои домашние поединки на чужих футбольных полях в Западном Габороне из-за отсутствия стадионов в Ботсване. Только после обретения независимости Ботсваны в 1966 году, когда был открыт многофункциональный Национальный стадион, команда начинает использовать его в качестве своей домашней арены.
Так как ПЛБ решила уменьшить нагрузку на Национальный стадион, «Попас» снова пришлось играть на других стадионах и в окружающих от Габороне городах, в первую очередь на стадионе Университета Ботсваны и в спортивно-оздоровительном комплексе Молеполе в соседнем городе.

## Принципиальные соперничества
Тауншип Роллерз имеют принципиальное соперничество со своими земляками из Габороне — «Габороне Юнайтед». Это противостояние началось с первых лет существования Премьер-лиги, когда эти две команды были одними из четырёх, которые доминировали в национальном чемпионате. Другими двумя командами были «Экстеншн Ганнерз» и «Нотвейн». Это соперничество несколько ослабло с течением времени из-за разной успешности выступлений этих клубов в национальных турнирах.
В связи с удачными выступлениями «Мочуди Сентр Чифс» в конце двухтысячных годов, «Тауншип Роллерз» начали соревноваться уже с «Вождями» за трофеи. «Мочуди Сентр Чифс» длительное время имел принципиальное противостояние с «Габороне Юнайтед», поскольку обе команды входят в число самых успешных и самых поддерживаемых команд в стране. Обе команды также могут похвастаться лучшими в настоящее время стадионами в стране, которые носят названия соответственно «Селогаме Бой оф Роллерз» и «Аянда Молеф Чифс». Матчи выше указанных команд, как правило, проходят на Национальном стадионе, который выступает в качестве домашнего стадиона для обеих команд.

## Спонсоры
- Кэпитал Бенк Ботсвана
- Либерти Лайф
- Джекс Гим
- Umbro

## Статистика выступлений на континентальных турнирах
| Сезон | Турнир                       | Раунд           | Клуб                         | Дома  | На выезде | Итог  |
| ----- | ---------------------------- | --------------- | ---------------------------- | ----- | --------- | ----- |
| 1980  | Кубок обладателей кубков КАФ | 1               | ТП Мазембе                   | 2-2   | 1-4       | 3-6   |
| 1981  | Кубок африканских чемпионов  | 1               | Шутинг Старз                 | 2-0   | 1-7       | 3-7   |
| 1983  | Кубок африканских чемпионов  | Предварительный | Мбабане Хайлендерс           | 0-1   | 1-2       | 1-3   |
| 1985  | Кубок африканских чемпионов  | Предварительный | ЛПФ Масеру                   | 0-2   | 1-1       | 1-3   |
| 1988  | Кубок африканских чемпионов  | Предварительный | Манзини Уондерерс            | 1-4   | 0-2       | 1-6   |
| 1994  | Кубок обладателей кубков КАФ | Предварительный | Одиннадцать человек в полете | 2-1   | 1-3       | 3-4   |
| 1995  | Кубок обладателей кубков КАФ | 1               | Кабве Уорриорз               | 2-1   | 1-4       | 3-5   |
| 1996  | Кубок африканских чемпионов  | Предварительный | Блэк Африка                  | 2-1   | 0-4       | 2-5   |
| 1997  | Кубок обладателей кубков КАФ | Предварительный | Лерозоли Политехник          | 1-0   | 0-2       | 1-2   |
| 2006  | Кубок Конфедерации КАФ       | Предварительный | Супер Меджик Бразерс         | 1-0   | 2-0       | 3-0   |
| 2006  | Кубок Конфедерации КАФ       | 1               | ЗЕСКО Юнайтед                | 2-0   | 1-2       | 3-2   |
| 2006  | Кубок Конфедерации КАФ       | 2               | Интер (Луанда)               | 1-1   | 0-1       | 1-2   |
| 2011  | Лига чемпионов КАФ           | Предварительный | Интер (Луанда)               | т.п.1 | т.п.1     | т.п.1 |
| 2015  | Лига чемпионов КАФ           | Предварительный | Кайзер Чифс                  | 0-1   | 1-2       | 1-3   |

1- Тауншип Роллерс покинул турнир.